# پرستون برک
پرستون برک (به انگلیسی: Preston Burke) از شخصیت‌های سریال آناتومی گری می‌باشد و ایسایا واشنگتن این نقش را ایفا کرده‌است.